# Abdurahman Kahrimanović
Abdurahman Kahrimanović, né le 3 mars 1975, à Zenica, en république fédérative socialiste de Yougoslavie, est un ancien joueur de basket-ball bosnien. Il évolue durant sa carrière aux postes d'arrière et d'ailier.